# Xã Rich Valley, Quận Benson, Bắc Dakota
Xã Rich Valley (tiếng Anh: Rich Valley Township) là một xã thuộc quận Benson, tiểu bang Bắc Dakota, Hoa Kỳ. Năm 2010, dân số của xã này là 40 người.